# ارول اردینچ
ارول اردینچ (به ترکی استانبولی: Erol Erdinç؛ زاده ۳۰ نوامبر ۱۹۴۵) رهبر ارکستر موسیقی کلاسیک، آهنگساز، پیانیست و آموزگار ترکیه‌ای است.

## زندگی شخصی
اردینچ در سال ۱۹۸۳ با ورا اولیوریا اردینچ، یک پیانیست برزیلی که در اپرا و تئاتر آنکارا کار می‌کرد، ازدواج کرد. پسری به نام دنیز اردینچ حاصل این ازدواج بود که هم‌اکنون در دانشکده موسیقی دانشگاه بیل‌کند مشغول به تحصیل است.

## سفر به ایران
در آبان ماه سال ۱۳۹۴ به دعوت علی رهبری اردینچ برای رهبری ارکستر سمفونیک تهران و برگزاری مستر کلاس رهبری ارکستر وارد ایران شد و در یک نشست مطبوعاتی شرکت کرد، این نشست در دو بخش مجزا دربارهٔ مستر کلاس ارول اردینچ (همراه با ترجمه منیره خلوتی) و بخش دوم مسائل پیش روی ارکستر سمفونیک تهران برگزار شد.
ولی به دلیل مشکلات مجوز ارکستر سمفونیک تهران، کنسرت اردینچ به صورت عمومی برگزار نشد.

## افتخارات
ارول اردینچ تاکنون موفق به دریافت جوایز و مدال‌های زیر شده‌است:
۱۹۹۴ – مدال افتخار, از هفتمین رئیس‌جمهور ترکیه سلیمان دمیرل
۱۹۹۸ – هنرمند دولتی جمهوری ترکیه
۲۰۱۱ − بهترین رهبر ارکستر سال ماوی نوتا
۲۰۱۲ – هنرمند سال دانشگاه حاجت‌تپه آنکارا
۲۰۱۳ – شوالیه هنر و ادب فرانسه